# بيتر دبليو. كابلان
بيتر دبليو. كابلان (بالإنجليزية: Peter Kaplan)‏ هو صحفي أمريكي، ولد في 10 فبراير 1954 في أورانج الجنوبية ‏ في الولايات المتحدة، وتوفي في 29 نوفمبر 2013 في مانهاتن في الولايات المتحدة بسبب سرطان.